# Лікуд — Наш дім Ізраїль
Лікуд Ісраель Бейтейну (івр. הליכוד ישראל ביתנו), іноді для стислості називається Лікуд Бейтейну — політичне передвиборне об'єднання двох провідних ізраїльських партій правого спрямування. Таким чином, на виборах в ізраїльський кнесет 19-го скликання 2013 партійні списки «Лікуд» і «Наш дім Ізраїль» підуть спільним списком.
Повідомлення про об'єднання було зроблено на прес-конференції 25 жовтня 2012 року. Було заявлено, що обидві партії будуть балотуватися єдиним списком «Лікуд Ісраель Бейтейну».